# Georg Carl I. August Ludwig von Leiningen-Westerburg-Neuleiningen

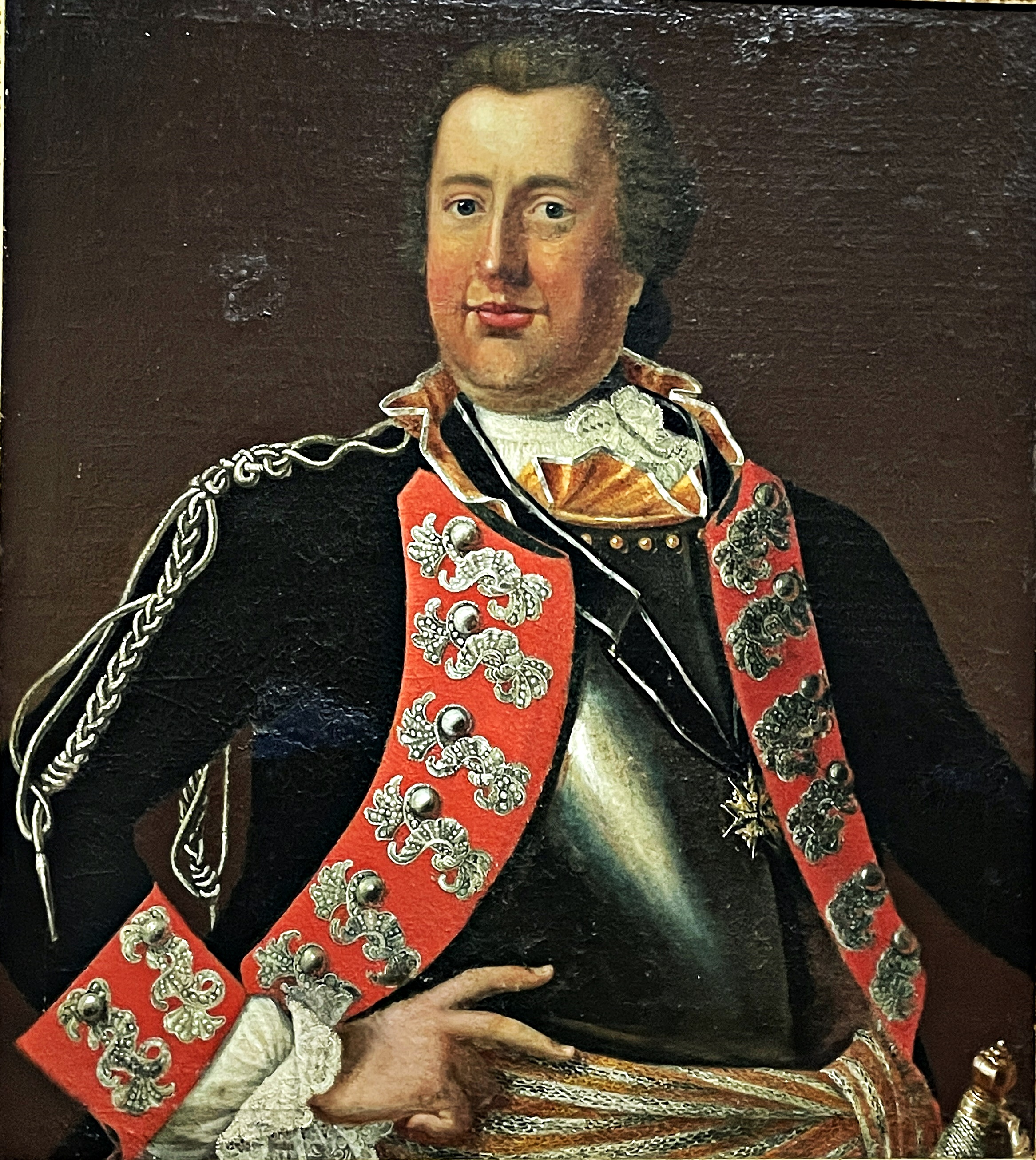
Zeitgenössisches Porträt als Offizier mit dem Orden Pour le Mérite, im Alten Rathaus Grünstadt

Georg Carl I. August Ludwig von Leiningen-Westerburg-Neuleiningen (* 17. Februar 1717 in Westerburg; † 19. März 1787 in Grünstadt) war regierender Graf von Leiningen-Westerburg, Ritter des Ordens Pour le Mérite und niederländischer Generalleutnant.

## Leben und Wirken
Er war der älteste überlebende Sohn des Grafen Georg II. Carl Ludwig von Leiningen-Westerburg-Neuleiningen und stammte aus dessen 3. Ehe mit der Norwegerin Margarete Christiane Auguste geb. Gräfin von Güldenlöw-Danneskjold-Laurwig (1694–1761). Sie war die Tochter des Grafen Ulrich Friedrich von Güldenlöw-Danneskjold-Laurwig, dänischer Vizekönig in Norwegen, dem  unehelichen Sohn des dänischen Königs Friedrich III mit Margaretha Pape, Baronesse von Löwendal (1620–1684).
Georg Carl I., lutherischen Glaubens, studierte an der Universität Gießen, hielt sich einige Zeit am Hof in Darmstadt  auf und trat danach als Offizier in die Preußische Armee ein, wo man ihn mit dem hohen Orden Pour le Mérite auszeichnete. Zuletzt diente er hier als Oberstleutnant im Regiment Dossow. 
Dann ging Graf Leiningen in holländische Dienste und avancierte schließlich zum Generalleutnant im Bataillon Oranien-Nassau.
1740 übernahm Georg Carl I. August Ludwig von seiner verwitweten Mutter die Regierung der Grafschaft Leiningen-Westerburg. Er residierte überwiegend im Schloss Oberhof zu Grünstadt, das seine Eltern erbaut hatten. 1762 verfügte Graf Leiningen, unter Strafandrohung, in seinem Land die Schulpflicht, für Kinder vom 7. Lebensjahr an. Auf einem Berg bei Altleiningen gründete er das Dorf Carlsberg, das nach ihm benannt wurde und übernahm 1780 das Großmeisteramt des St.-Joachims-Ordens, einem weltlichen Ritterorden.
Georg Carl I. August Ludwig von Leiningen-Westerburg-Neuleiningen starb 1787 in Grünstadt und wurde in der Neuleininger Gruft der dortigen Martinskirche beigesetzt.

## Familie
Der Graf ehelichte 1741 Johanna Elisabeth Amalie Gräfin zu Isenburg-Philippseich (1720–1780), Tochter des Grafen Wilhelm Moritz II., und hatte mit ihr 9 Kinder. Leiningens Nachfolger, als regierender Graf, wurde sein Sohn Carl II. Gustav Reinhard Woldemar (1747–1798), der kurpfalz-bayerische Kavallerieoffizier Heinrich Ernst Ludwig von Leiningen-Westerburg-Neuleiningen (1752–1799) war ein weiterer Sohn.  
Seine Enkel waren die österreichischen Offiziere August Georg zu Leiningen-Westerburg-Neuleiningen (1770–1849) und Christian Ludwig zu Leiningen-Westerburg-Neuleiningen (1771–1819).